# Aphnaeus argyrocyclus
Aphnaeus argyrocyclus е вид пеперуда от семейство Синевки (Lycaenidae). Видът е незастрашен от изчезване.

## Разпространение
Разпространен е в Габон, Гана, Демократична република Конго, Камерун, Кот д'Ивоар, Нигерия, Танзания, Уганда и Централноафриканска република.